# Margarethenweiher

Margarethenweiher – Namensstein im Wasser

Der Margarethenweiher in Brühl (Rheinland) ist ein kleiner See, von Hürth, auf der B 265 kommend, linkerhand, noch vor dem Gruhlsee gelegen, im Rhein-Erft-Kreis im Südwesten von Nordrhein-Westfalen.

## Lage
Der Margarethenweiher befindet sich linkerhand an der Bundesstraße 265, noch vor dem rechts liegenden Bleibtreusee und vor dem Gruhlsee.
Der See liegt an der Ausfallstraße von Erftstadt nach Liblar, vor dem Bleibtreusee südlich der Brühler Innenstadt am Abhang des Vorgebirges. Der See steht unter Landschaftsschutz und ist einer der zahlreichen Villeseen, die im Zuge des Abbaus der Braunkohle entstanden.
Er liegt linkerhand an der Luxemburger Straße B 265, noch vor der Einfahrt rechts zum Bleibtreusee.

## Geschichte
Der Margarethenweiher entstand, wie auch der Karauschenweiher, aus einem der sogenannten Restlöcher des ehemaligen Braunkohletagebaus etwa Mitte der 1930er Jahre. Er entstand durch einen Wiederanstieg des Grundwassers. Seine Fläche beträgt etwa 1,9 Hektar, die Tiefe 1,3 bis 9,6 Meter.
Wie auch der Karauschenweiher, wird er zum Angeln und als ruhig gelegenes Gewässer, vorwiegend zum Wandern und zur Naherholung genutzt.

## Verkehr
Die B 265 bzw. die Luxemburger Straße führt aus Hürth kommend, in einen kleinen Waldweg, welcher dann in gerader Richtung zum Gruhlsee oder linkerhand abzweigend zum Margarethenweiher führt. 
Mit den Buslinien 979 und 990 gibt es direkte Verbindungen mit einer Haltestelle. Ausgehend vom Haltepunkt Erftstadt fahren die Busse von der Stadtbahn-Linie 18 zum Ziel.